# Алчевський металургійний комбінат

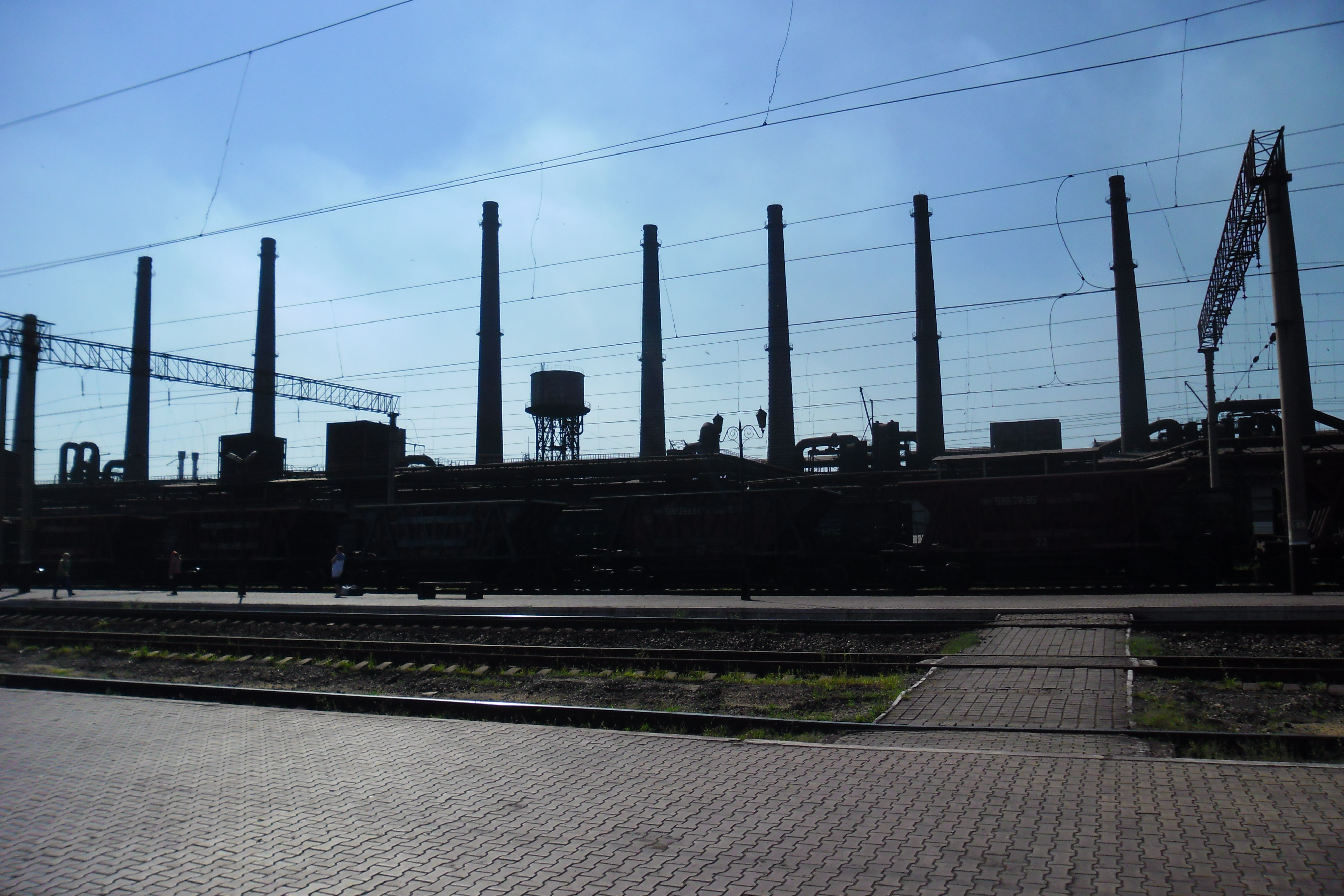

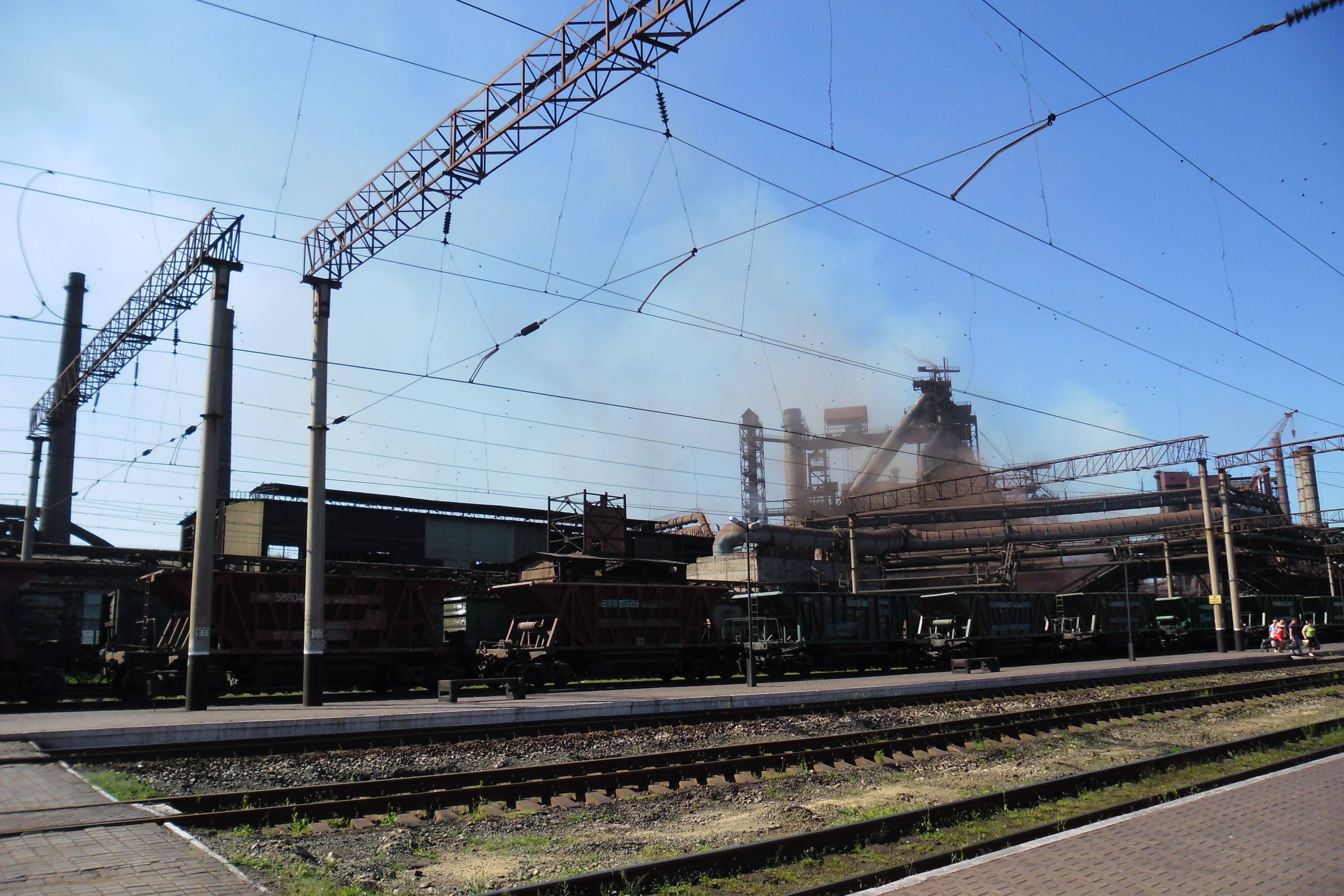

Алчевський металургійний комбінат — одне з найстаріших підприємств чорної металургії на сході Україні — його історія розпочинається у 1890-х роках, а засновником є Алчевський Олексій Кирилович.
Заснований 1895 року як металургійний завод Донецько-Юр'ївського металургійного товариства.
У 1961—1991 роках називався Комунарським металургійним заводом, оскільки в цей період місто Алчевськ називалося Комунарськом.

## Історія
З початку 1890-х років за ініціативою і фінансовою участю Олексія Алчевського утворюються два потужні металургійні підприємства: «Донецько–Юр'ївське металургійне товариство» (нині Алчевський металургійний комбінат), проектування й будівництво якого здійснював А. Мевіус, і спільно з бельгійцями — "Товариство «Руський Провіданс» (нині Маріупольський металургійний комбінат імені Ілліча).
Біля станції Юр'ївка (тепер Комунарськ) залізниці Луганськ — Дебальцеве 1895 року було засновано металургійний завод Донецько—Юр'ївського металургійного товариства. Перша доменна піч була задута у травні 1896 року. У 1900 році на заводі працювало 3200 робітників.
У 1915 році на заводі діяло 5 доменних печей, 7 мартенівських печей, прокатні стани.
На 2010 р. — Відкрите акціонерне товариство (ВАТ), має повний технологічний цикл. Виробляє ливарний і переробний чавун, товстолистовий та сортовий прокат чорних металів, маломагнітну та титанову сталь. Комбінат також є монополістом з виробництва двохшарового листа, товстого неіржавіючого листа, сталей спеціального призначення і сталевого дроту.
До початку 2000-х підприємство переживало досить важкий час, з 1997 року проходячи процедуру банкрутства. До недавнього часу комбінатом спільно управляли корпорації Інтерпайп і Індустріальний союз Донбасу. З 2002 року АМК перейшов у повне управління ІСД.
Алчевський металургійний комбінат поставляє свою продукцію у понад 60 країн світу.

## Під російською окупацією
Через Війну на сході України станом на весну 2015 р. припинив свою діяльність.
У грудні 2017 р. запущено доменну піч № 5. Відтоді підприємство почало працювати як філія ЗАТ «Внешторгсервис». За даними ЗМІ, поставки ЗРС ведуться через російське Державне агентство «Росрезерв» як гуманітарна допомога. Збут готової продукції здійснюється через російську компанію «Газ-Альянс» — посередника між ЗАТ «Внешторгсервіс» і кінцевими споживачами.
З грудня 2017-го по грудень 2018 р. Алчевський МК випустив 1,5 млн т готової продукції. Ціль на 2019 р. — нарощування обсягів виробництва.
У жовтні 2018 р. господарський суд Луганської області порушив справу про банкрутство Алчевського МК. Запроваджено мораторій на задоволення вимог кредиторів. Призначено арбітражного керуючого.
У листопаді 2018 р. у Маріуполі було заарештовано судно, що перевозило продукцію Алчевського МК з російського порту до Бельгії.
У січні 2019 р. в одному з цехів Алчевського МК обвалився дах. У лютому 2019 р., за інформацією ЗМІ, завод опинився на межі зупинення через нестачу сировини.
24 грудня 2020 р. була зупинена п'ята доменна піч. 2 січня 2021 р.зупинила роботу перша доменна піч. У підсумку всі доменні печі припинили роботу через відсутність коксу.

## Екологія
Станом на 22 лютого 2011 р. Алчевський металургійний комбінат входив до десяти об'єктів, які є найбільшими забруднювачами довкілля в Україні.

## Об'єми виробництва
- коксівне вугілля — 118 тис. т (2017 рік)
- агломерат — 283 тис. т (2017 рік)
- чавун — 155 тис. т (2017 рік)
- сталь — 158 тис. т (2017 рік) та 782 тис. т (2018 рік)

## Персонал та зарплатня
Чисельність персоналу
- 13 447 осіб (2014)
- 12 296 осіб (2015)

Середня заробітна плата
- 64 тис. грн на рік (2014)
- 50 тис. грн на рік (2015)

Продуктивність праці
186 т сталі на рік (2014)
55 т сталі на рік (2015)

## Директори, генеральні директори заводу (комбінату)
- 1937—1942 — Гмиря Петро Арсентійович
- 1943—1961 — Гмиря Петро Арсентійович
- 196.4–1980 — Жердєв Анатолій Васильович
- 1980—1990 — Якименко Григорій Савич

## Інтернет-джерела
- Сайт Алчевського МК